# Glishorn
Das Glishorn ist ein 2525 m ü. M. hoher Gipfel im Schweizer Kanton Wallis. Der Gipfel ist der nördlichste der Weissmies-Kette westlich des Simplonpasses und der einzige der Kette, welcher von Brig-Glis, dem Hauptort des Oberwallis, aus sichtbar ist. Unmittelbar dahinter steht das Fülhorn mit 2678 m, gefolgt vom Spitzhorli, 2737 m.
Obwohl der Berg in der Umgebung der Walliser Viertausender mit seiner Höhe nichts Besonderes scheint, steht er doch volle 1850 Höhenmeter über dem Talboden von Brig.

## Zugang
Der Gipfel wird über Alpwege von Südosten oder Südwesten erreicht.